# Jan Güntner

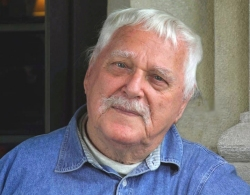
Jan Güntner przed barem Vis-à-vis przy Rynku Głównym w Krakowie (2011)

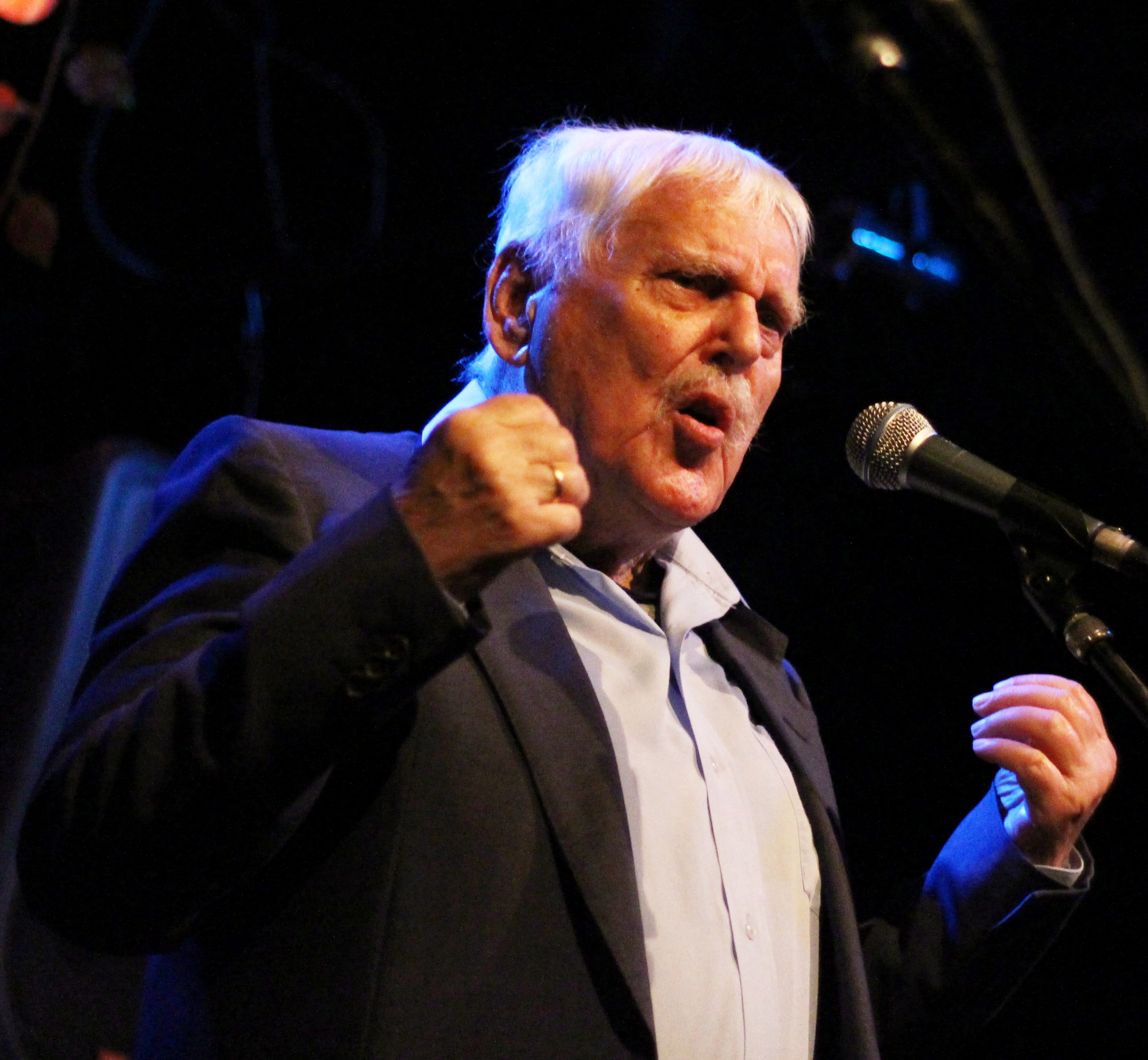
Jan Güntner na scenie Piwnicy pod Baranami (2014)

Jan Władysław Güntner (ur. 17 czerwca 1931 w Krakowie) – polski aktor teatralny i filmowy, reżyser, współzałożyciel Piwnicy pod Baranami, członek zespołów aktorskich Cricot 2, Starego Teatru, Teatru Ludowego, Teatru Młodego Widza, Teatru Satyryków, współpracownik Teatru 38, przyjaciel i pierwszy wykonawca wierszy Andrzeja Bursy. W latach 1979–1981 dyrektor Teatru Bagatela. Członek i wiceprzewodniczący Stowarzyszenia Kuźnica.

## Życiorys
Jan Güntner urodził się w 1931. Jego rodzice pochodzili z Bochni i działali w Towarzystwie Bochniaków. Przed II wojną światową jego matka należała do Polskiego Stowarzyszenia Kobiet z Wyższym Wykształceniem, zaś ojciec Rudolf był działaczem abolicjonistycznym i wygłaszał odczyty przeciwko karze śmierci w różnych miastach Polski; należał także do loży masońskiej Przesąd Zwyciężony.
W czasie okupacji jego ojciec działał w podziemiu niepodległościowym, przewodził m.in. podziemnemu sądowi. W związku z tym zmuszony był nocować w różnych kryjówkach poza domem, w tym w mieszkaniu swojej siostry przy ul. Złoty Róg 27. W konspiracji działał też starszy kuzyn Güntnera, Jerzy Nowak: „Szwagier ojca był dowódcą rzeszowskiego okręgu AK. Obaj ich synowie, moi starsi kuzyni, byli w okupacyjnej podchorążówce. Rysia wzięli w obławie na leśnych partyzantów. Jerzyk, czyli Jerzy Nowak, był w miejskich strukturach. Do jego zadań należało wykonywanie wyroków śmierci. Po wojnie się nie ujawnił, w 1946 wstąpił do szkoły aktorskiej, którą w Krakowie stworzył Juliusz Osterwa. Reszta jego kariery jest znana w historii teatru i kina”.
Jan Güntner od 1938 uczęszczał do szkoły powszechnej im. św. Jana Kantego przy ul. Smoleńsk 7. Tam w pierwszej klasie poznał Andrzeja Bursę, z którym nawiązał przyjaźń trwającą niemal dwadzieścia lat, aż do śmierci Bursy w 1957. Güntner wspominał ich wspólne doświadczenia z czasów niemieckiej okupacji: „Jeśli odwołano nam lekcje, a zdarzało się to często z braku węgla do ogrzewania klas, to jeździliśmy z Andrzejem i kolegami na gapę. W razie czego można było wyskoczyć w biegu. Widzieliśmy wszystko, co można było zobaczyć za okupacji. Na Siennej koszary mieli włoscy bersalieri. Wołaliśmy do nich porco italiano i szybko uciekaliśmy. A oni tylko się śmiali. No i podróże tramwajem przez getto, do pętli w Bonarce, gdzie łowiliśmy cierniki, rozwielitki i oczliki do akwariów. Widzieliśmy miejsca rozstrzeliwań, szubienicę postawioną koło dworca kolejowego w Płaszowie po likwidacji obozu Płaszów. To była oswojona groza”.
Zdał maturę w I Liceum Ogólnokształcącym im. Bartłomieja Nowodworskiego. W 1953 ukończył Państwową Wyższą Szkołę Aktorską w Krakowie. Tam wśród jego wykładowców byli Adam Polewka, Władysław Krzemiński, Władysław Józef Dobrowolski, Władysław Woźnik, Kazimierz Meierhold i Wiesław Gorecki. Również w 1953 związał się z Teatrem im. Stefana Żeromskiego Kielce-Radom prowadzonym przez Tadeusza Byrskiego. Byrski zarekomendował Güntnera Tadeuszowi Kantorowi do Teatru Cricot 2.
Güntner był jednym z założycieli Piwnicy pod Baranami, w której występował w latach 1956–1957. Na deskach Piwnicy był pierwszym wykonawcą wierszy Andrzeja Bursy. Wraz z Bursą napisał inspirowany teatrem okrucieństwa scenariusz Karbunkuł, na podstawie którego Tadeusz Kantor wyreżyserował spektakl pod tym tytułem.
W 1954 ożenił się z malarką Anną Güntner (1933–2013). Rok później urodziła się ich córka Agata.
Udzielał się w krakowskim Teatrze Młodego Widza Marii Biliżanki, gdzie zagrał w dwóch przedstawieniach. W latach 1958–1971 związany był z Teatrem Ludowym.
Jako reżyser współpracował z Teatrem 38. W 1968 wystawił na jego deskach sztukę Kot i mysz, adaptację powieści Güntera Grassa, za którą w 1969 otrzymał nagrodę indywidualną na V Łódzkich Spotkaniach Teatralnych. W latach 1979–1981 był dyrektorem Teatru Bagatela.
Od 1972 był członkiem zespołu Teatru Starego w Krakowie. Występował spektaklach Konrada Swinarskiego, Jerzego Jarockiego, Filipa Bajona, Jerzego Grzegorzewskiego i Krystiana Lupy. Ostatni raz na deskach Starego Teatru pojawił się w 2005.
Od momentu założenia nieprzerwanie członek Krakowskiego Stowarzyszenia Kuźnica, którego był wiceprzewodniczącym po śmierci Tadeusza Hołuja.

## Odznaczenia
- Krzyż Oficerski Orderu Odrodzenia Polski „w uznaniu wybitnych zasług dla kultury polskiej, za osiągnięcia w pracy twórczej” (22 maja 2000)[6]
- Odznaka „Honoris Gratia” „w uznaniu zasług dla Krakowa i jego mieszkańców” (5 września 2017)[7]
- Złoty Medal „Zasłużony Kulturze Gloria Artis” za dokonania artystyczne i zaangażowanie w rozwój kultury polskiej, szczególnie za działalność artystyczną w Piwnicy Pod Baranami (2024)[4]